# Antigo Regime

A Bastilha, considerada um símbolo do Antigo Regime na França

O Antigo Regime (em francês, Ancien Régime) refere-se originalmente ao sistema social e político aristocrático que foi estabelecido na França. Trata-se principalmente de um regime centralizado e absolutista, em que o poder era concentrado nas mãos do rei.
Também se atribui o termo ao modo de viver característico das populações europeias durante os séculos XV, XVI, XVII, e XVIII, isto é, desde as descobertas marítimas até às revoluções liberais. Coincidiu politicamente com as monarquias absolutas, economicamente com o capitalismo social, e socialmente com a sociedade de ordens. As estruturas sociais e administrativas do Antigo Regime foram resultado de anos de "construção" estatal, actos legislativos, conflitos e guerras internas, mas, tais circunstâncias permaneceram como uma mistura confusa de privilégios locais e disparidades históricas, até que a Revolução Francesa põe fim ao regime. 
Embora a sua utilização seja contemporânea à Revolução Francesa, o maior responsável pela fixação da expressão Ancien Régime na literatura foi Alexis de Tocqueville, autor do ensaio O Antigo Regime e a Revolução. Esse texto indica precisamente que "a Revolução Francesa batizou aquilo que aboliu" (la Révolution française a baptisé ce qu'elle a aboli).
Desde o ponto de vista dos inimigos da revolução, o termo Antigo Regime carregava uma certa nostalgia, de paraíso perdido. Talleyrand chegou a dizer que "os que não conheceram o Antigo Regime nunca poderão saber o que era a doçura de viver" (ceux qui n'ont pas connu l'Ancien Régime ne pourront jamais savoir ce qu'était la douceur de vivre).

## Formação
Durante a Baixa Idade Média, com o advento do Renascimento Comercial e Urbano, surge na Europa uma tendência de enfraquecimento do poder dos nobres e fortalecimento do poder dos reis, que durante o período medieval tinham autoridade quase nula. Em alguns países, os soberanos contaram com o importante apoio da burguesia nascente, que tinha forte interesse na centralização política, pois a padronização de pesos, medidas e moedas e a unificação da justiça e da tributação favoreciam o desenvolvimento do comércio. A nobreza, sem forças para se impor, acabou por aceitar a dominação real (em alguns casos, após sangrentos conflitos). Parte dela foi cooptada por meio da formação das cortes, constituídas por nobres luxuosamente sustentados pelo Estado. Os reis puderam assim obter para si todo o controle político, econômico e militar dos países. No auge desse processo de centralização, estabeleceu-se o absolutismo.
Durante o século XVII, o Antigo Regime entrou em declínio devido, principalmente, ao iluminismo. Essa corrente de pensamento defendia ideais do liberalismo, como a instituição de um gestor subordinado a uma carta magna (constituição); fim do intervencionismo, tanto político quanto econômico; voto universal e a democracia; valores completamente antagônicos ao absolutismo. Além disso, com a Revolução Industrial a burguesia assumiu uma posição social extremamente elevada e desejava ter um representante de seus interesses à frente do governo, o que enfraqueceu ainda mais o sistema absolutista. Aos poucos, os monarcas foram caindo, com destaque para a Inglaterra, que foi pioneira graças aos avanços político-sociais gerados pela primeira revolução industrial.

## Contexto
Durante o Antigo Regime a sociedade francesa encontrava-se dividida em três ordens, classes, estamentos ou estados:
- O Primeiro Estado, representado pelo clero (bispos, abades, padres, frades e monges), representava 1% da população;
- O Segundo Estado, representado pela nobreza e família real representava 2% da população;
- O Terceiro Estado, que representava a burguesia, os camponeses - ou seja, o restante da população e os trabalhadores urbanos, representava o resto da população.

Muito da centralização política medieval da França se perdeu na Guerra dos Cem Anos, e a dinastia Valois se esforçava para restabelecer o controle sobre os “centros” políticos dispersos do país que estava prejudicado pelas Guerras Religiosas, que devastaram a França no século XVI e que opôs os católicos e protestantes. Muitos dos reinos de Henrique IV, Luís XIII e os primeiros anos de Luís XIV foram focados na centralização do poder administrativo. Cada estado, que compunha a sociedade francesa da época, tinha direito a um voto nas decisões das assembleias (Estados Gerais). Essa divisão era considerada injusta, pois a nobreza e o clero, que nesse sistema tinham direito a um voto cada, compunham na verdade um só grupo, já que, na época, o Estado era vinculado à Igreja Católica.
Apesar de, contudo, a noção de “Monarquia Absoluta” (tipificada pelo direito dos reis de emitir cartas que continham uma ordem expressa representando o desejo do monarca) e os esforços dos reis a fim de criar um Estado centralizado, o Antigo Regime francês permaneceu como um campo cheio de irregularidades: administrativas (incluindo a arrecadação de impostos), legais, judiciais, e com relação às divisões eclesiásticas, que frequentemente eram sobrepostas às outras esferas sociais, visto que naquela época a Igreja exercia um papel fundamental no âmbito da manutenção do poder absoluto e da manipulação social. Diante de tais repressões e abusos por parte do monarca, a nobreza francesa lutava para manter seus próprios direitos no que dizia respeito ao governo local e a justiça, ao passo que, fortes conflitos internos estavam sendo gerados contra a centralização.
A necessidade de centralização no referido período está diretamente ligada à questão do tesouro real e à realização de guerras. Os conflitos internos e a crises das dinastias dos séculos XVI e XVII, juntamente com a expansão territorial francesa durante o século XVII demandavam uma grande quantidade de verba a fim de bancar tais feituras, com isso, tem-se uma necessidade da cobrança de altos impostos, como o taille (imposto cobrado do campesinato francês com referência à quantidade de terras mantidas por cada casa no campo) e o gabela (imposto referente ao sal), além de contribuições diretas de nobres de serviços vindos da mesma classe.
Um aspecto fundamental que contribuiu para a centralização do poder na França foi a substituição da “clientela” pessoal do rei (sistema organizado em volta do rei composto principalmente por nobres) pelos institutos estatais em volta do Estado. A criação dos Intendências – representações do poder real em cada província – possibilitou um eficiente enfraquecimento dos controles locais nas mãos dos nobres de cada província. A criação dos parlamentos regionais teve no início o mesmo objetivo de facilitar a introdução do poder real nas províncias recém incorporadas ao reino, mas como os parlamentos começaram a ganhar "auto confiança", passaram a ser o começo da desunião.
Esse estilo de governo marcou a Europa na Idade Moderna. Na esfera política, era caracterizado pelo absolutismo, ou seja, uma monarquia absolutista, na qual o soberano concentrava em suas mãos os modernos poderes executivos, legislativo e judicial; na economia, vigorava o mercantilismo, marcado pelo acúmulo de capital realizado pelas nações. Outros "antigos regimes" em outros países europeus tiveram origens semelhantes, mas nem todos terminaram do mesmo modo: alguns evoluíram para monarquias constitucionais, enquanto outros foram derrubados por guerras e revoluções.

## Características
O Antigo Regime tem como características básicas:
- 1º sistema econômico: transição do feudalismo ao capitalismo comercial; a propriedade da terra, principal fator de produção à época, já não mais estava nas mãos da nobreza. Com efeito, como observado por Tocqueville, ecoando Necker e outros homens do Ancien Régime, o domínio sobre a terra na França do século XVIII já pertencia aos camponeses. Turgot, por exemplo, nota que o fracionamento dos campos, decorrente da divisão das heranças camponesas entre seus herdeiros, era uma questão problemática, pois diminuía a área cultivável no país. Da velha ordem feudal restavam apenas os impostos e obrigações. A nobreza ainda recolhia a talha, obrigava os servos a se utilizarem de seus fornos e moinhos e detinha o poder de puni-los por infrações de ordem moral.[2] A propriedade sobre a terra, contudo, não mais lhes pertencia. No período pré-revolucionário, das instituições feudais restava muito pouco, o que, por contraditório que pareça, aumentou o ressentimento do povo em relação a elas.
- 2º relações sociais: determinadas pela oposição entre a sociedade estamental e uma burguesia que não pode assumir o papel da classe dominante, reservado aos estamentos privilegiados.
- 3º sistema político: monarquia absolutista ou, pelo menos, autoritária.

## Extensão

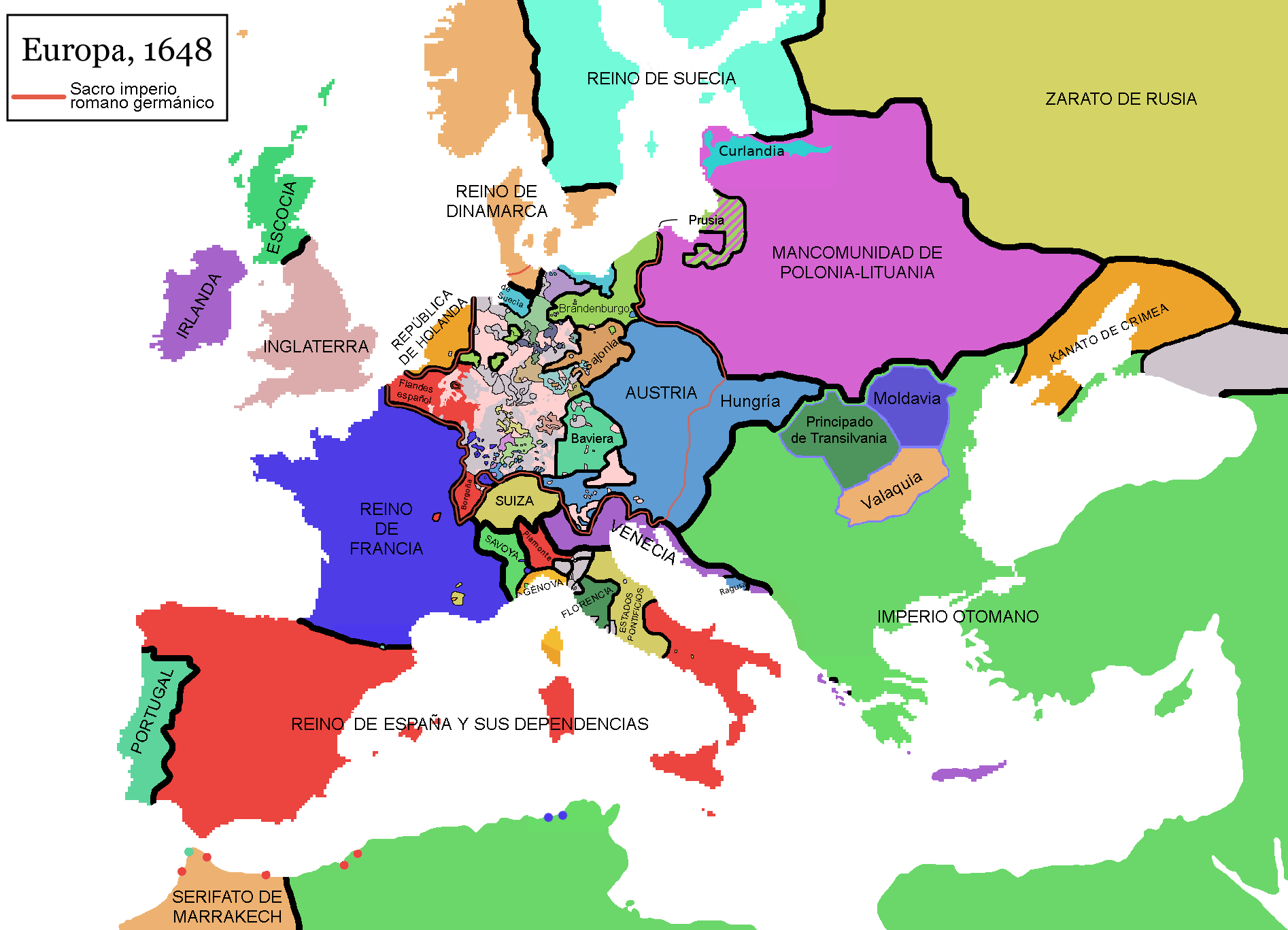
Recriação atual das efetivas divisões políticas depois do Tratado de Westfália(1648), que encerrou a Guerra dos Trinta Anos com um novo equilíbrio europeu sobre o nascente conceito de relações internacionais em pé de igualdade.

O conceito de Antigo Regime pode aplicar-se com propriedade aos reinos da Europa Ocidental que tendiam a se tornar estados-nações desde o final da Idade Média. No final do século XV, só França, Inglaterra e a Espanha puderam se formar. A Inglaterra pode superar o conceito ao longo dos séculos XVI e XVII. Os demais, durante a Crise do Antigo Regime (1751 - 1848). Para o resto da Europa o conceito é de uso problemático.
Nas Américas, mesmo durante o período de colonização europeia, poder-se-ia considerar (forçando muito o conceito) que houvesse algo semelhante ao modelo vigente em suas metrópoles. A Independência americana coincide com o final do Antigo Regime, para o que contribuiu decisivamente. Os outros continentes foram colonizados posteriormente, já na época industrial e do Novo Regime.
A duração temporal do Antigo Regime coincide com a Idade Moderna: do século XV ao século XVIII. Isso é válido tanto para França (desde o final da Guerra dos Cem Anos até a Revolução Francesa) como para a Espanha (de 1492 a 1808). Mas, segundo alguns historiadores, como Arno J. Mayer, traços próprios do Antigo Regime ainda persistiam na Europa, entre o final do século XIX e a Primeira Guerra Mundial.
Na Suíça também é chamado de Antigo Regime o período que vai de 1648 até a invasão da Suíça pela França em 1798.

### Em Portugal
Na Idade Contemporânea, em Portugal, a expressão "Antigo Regime" é usada algumas vezes com referência ao Estado Novo.

## França

França em 1477. Linha vermelha: Limite do Reino da França; Azul claro: domínio real mantido directamente

| Domínio real Linha vermelha : Limite do reino de França Casas Capetianas (Valois, Bourbon) : Valois-Alençon (Renato de Alençon) : — Duques de Alençon (1220) — Condado de Perche (1227) Valois-Anjou (Le bon roi René) : — Duque de Anjou (1204) — Condado de Provença (1498) — Duque de Bar (1766) Charles V de Anjou : — Condado do Maine (1204) — Comté de Guise (1688) — Condado de Gien (1199) — Viscondado de Châtellerault (1482) Valois-Orléans (Luís d'Orléans, futuro Luís XII) : — Duque de Orléans (987) — Duque de Valois (1214) Orléans-Dunois (François I de Orleães, filho de João de Dunois) : —Condado de Dunois (1707) — Comté de Longueville (XIIIe siècle) — Seigneurie de Parthenay (1419) Valois-Angoulême (Charles d'Orléans) : — Comté d'Angoulême (1308) Bourbon (Jean II de Bourbon) : — Duché de Bourbon (1531) — Duché d'Auvergne (v. 1200) — Comté de Forez (1531) — Comté de Clermont (en Beauvaisis) (1218) Pierre II de Bourbon : — Seigneurie de Beaujeu (1531) | Autres maisons : Maison de Bourgogne : Maison de Bourgogne (Charles le Téméraire) : — Duché de Bourgogne (1016) — Comté de Charolais (1751) — Sundgau (1648) — Picardie (XII-XIIIe siècles) — Comté d'Artois (1185) — Comté de Hainaut (1659, 1678) — Comté de Flandre (1678) — Duché de Brabant (-) — Duché de Gueldre (-) Maison de Bourgogne-Nevers (Jean de Bourgogne) : — Comté de Nevers (?) — Comté de Rethel (?) — Comté d'Eu (?) Maison de Foix (François Phébus) : — Comté de Foix (1589) — Comté de Bigorre (1322) — Vicomté de Béarn (1589) — Royaume de Navarre (1589) — Coprince d'Andorre (-) Jean de Foix-Étampes, oncle de François Phébus : — Vicomté de Narbonne (1507) Maison d'Armagnac (Charles Ier d'Armagnac) : — Comté d'Armagnac (1589) — Comté de Rodez (1589) Jacques d'Armagnac-Nemours, comte de Pardiac : — Comté de la Marche (1531) — Duché de Nemours (1274) Maison d'Albret (Alain d'Albret) : — Seigneurie d'Albret (1589) — vicomte de Limoges (1589) — Comté de Périgord (1589) Maisons diverses : Maison de Bretagne (François II de Bretagne) : — Duché de Bretagne (1532) — Comté de Vertus (1284) Maison de Montpensier (Louis Ier de Montpensier, comte de Montpensier et dauphin d'Auvergne) : — Comté de Sancerre (1434) Maison de Chalon (Jean IV de Chalon-Arlay) : — Principauté d'Orange (1673) Maison de Husson-Tonnerre (Charles de Husson) : — Comté de Tonnerre (?) Maison de Lorraine (René II de Lorraine) : — Comte d'Aumale (1194) ? — Vicomté de Soule (1510 Arquivado em 26 de novembro de 2006, no Wayback Machine.) |
| Fiefs extérieurs au royaume : — Comté de Roussillon (1659) — Duché de Savoie (Bresse, Bugey, Gex : 1601, Savoie : 1860) — Duché de Lorraine (1766) — Comté de Montbéliard (1793) — Comté de Blâmont (1766) — Principauté de Salm (1793) Possessions de l'Église : — Comtat Venaissin, Avignon (États pontificaux) (1791) — Metz, Verdun et Toul (1552-1648) — Cambrai (1678) Villes libres d'Empire Possessions anglaises (1589) : date de la première union au domaine royal | Autres maisons : Maison de Bourgogne : Maison de Bourgogne (Charles le Téméraire) : — Duché de Bourgogne (1016) — Comté de Charolais (1751) — Sundgau (1648) — Picardie (XII-XIIIe siècles) — Comté d'Artois (1185) — Comté de Hainaut (1659, 1678) — Comté de Flandre (1678) — Duché de Brabant (-) — Duché de Gueldre (-) Maison de Bourgogne-Nevers (Jean de Bourgogne) : — Comté de Nevers (?) — Comté de Rethel (?) — Comté d'Eu (?) Maison de Foix (François Phébus) : — Comté de Foix (1589) — Comté de Bigorre (1322) — Vicomté de Béarn (1589) — Royaume de Navarre (1589) — Coprince d'Andorre (-) Jean de Foix-Étampes, oncle de François Phébus : — Vicomté de Narbonne (1507) Maison d'Armagnac (Charles Ier d'Armagnac) : — Comté d'Armagnac (1589) — Comté de Rodez (1589) Jacques d'Armagnac-Nemours, comte de Pardiac : — Comté de la Marche (1531) — Duché de Nemours (1274) Maison d'Albret (Alain d'Albret) : — Seigneurie d'Albret (1589) — vicomte de Limoges (1589) — Comté de Périgord (1589) Maisons diverses : Maison de Bretagne (François II de Bretagne) : — Duché de Bretagne (1532) — Comté de Vertus (1284) Maison de Montpensier (Louis Ier de Montpensier, comte de Montpensier et dauphin d'Auvergne) : — Comté de Sancerre (1434) Maison de Chalon (Jean IV de Chalon-Arlay) : — Principauté d'Orange (1673) Maison de Husson-Tonnerre (Charles de Husson) : — Comté de Tonnerre (?) Maison de Lorraine (René II de Lorraine) : — Comte d'Aumale (1194) ? — Vicomté de Soule (1510 Arquivado em 26 de novembro de 2006, no Wayback Machine.) |